# Аполлонов, Алексей Павлович
Алексей Павлович Аполлонов (1893—1954) — советский врач и учёный, кандидат медицинских наук, полковник медицинской службы.
Специалист в области физиологии, один из основоположников создания систем жизнеобеспечения летательных аппаратов; автор более 60 научных работ, посвящённых вопросам авиационной физиологии.

## Биография
Родился 4 октября 1893 года в Пензенской губернии.
В 1917 году окончил медицинский факультет Императорского Харьковского университета и начал работать врачом в РККА на кораблях Балтийского флота. В годы Гражданской войны в России: с 1918 по 1921 год был врачом штаба охраны водного района Кронштадта, с 1921 по 1922 год — флагманский врач Воздушного флота Чёрного и Азовского морей. В 1922—1923 годах — врач группы разведывательного гидроотряда Воздушного флота Балтийского моря.
С 1923 по 1926 год был старшим врачом крейсера «Аврора» и линкора «Марат». Затем, после двухгодичного усовершенствования в Ленинградской Военно-медицинской академии (ныне Военно-медицинская академия имени С. М. Кирова), работал врачом-лаборантом Военно-санитарного института РККА (ныне 48-й ЦНИИ Министерства обороны Российской Федерации). С 1936 по 1943 год работал ведущим специалист по разработке физиологических нормативов для кислородного обеспечения высотных полетов в Институте авиационной медицины им. И. П. Павлова (ныне Государственный научно-исследовательский испытательный институт авиационной и космической медицины).
В марте 1943 года снова был призван на службу в ряды Рабоче-крестьянского Красного флота СССР и был назначен на должность начальника отделения Медико-санитарного управления РККФ. В 1943—1947 годах являлся врачом-специалистом баролаборатории (лаборатория пониженного давления) Центрального авиационного госпиталя Государственного комитета обороны. С 1947 года и до конца жизни А. П. Аполлонов работал старшим научным сотрудником Института авиационной медицины.
Принимал участие в составлении медицинского раздела наставлений относительно высотных полётов и подготовки к ним лётного состава. Был непосредственным участником первых в СССР исследований в области, пограничной с космической медициной. Являлся одним из исследователей в области этиопатогенетических механизмов гипоксических состояний.
Был награждён орденами Ленина, Красного Знамени, Трудового Красного Знамени и «Знак Почёта», а также медалями, в числе которых «За оборону Москвы» и «За победу над Германией в Великой Отечественной войне 1941—1945 гг.».
Умер в 1954 году в Москве, был похоронен на Введенском кладбище (участок № 3).